# Terremoto de Tocopilla de 1967
El terremoto de Tocopilla de 1967 fue un sismo registrado el 20 de diciembre de 1967 a las 23:53 (hora local) cerca de la ciudad de Tocopilla. Tuvo una magnitud de 7,2 grados en la escala de Richter y una intensidad de VII a VIII en la de Mercalli.
Las ciudades más afectadas fueron Tocopilla y Calama. El movimiento pudo apreciarse desde Tacna, por el norte, hasta Illapel, por el sur, Bolivia y parte de Argentina, por el este, muy similar al terremoto de 2007. 
El sismo dejó 10 fallecidos, 40 heridos y 1150 damnificados.